# LG전자 베스트샵

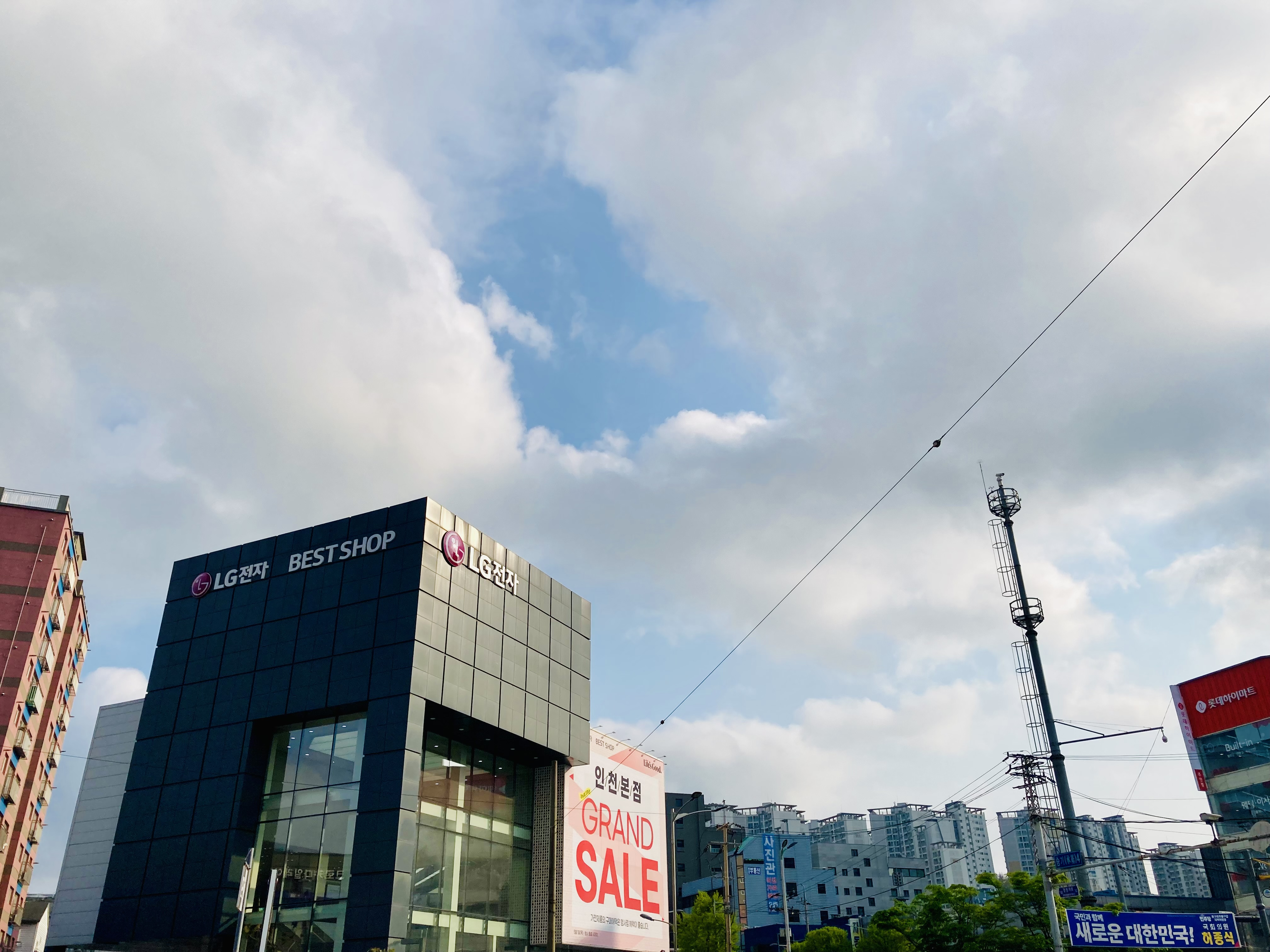
LG전자 베스트샵(LG전자 BEST SHOP, 인천본점)

LG전자 베스트샵은 대한민국의 전자/가전제품 유통 브랜드이다. 정식명칭은 (주)하이프라자(Hiplaza)이다.
2022년 기준으로 전국에 약 388개의 매장이 운영 중이며, LG 브랜드의 가전 또는 전자제품을 판매하는 영업 매장과 사후 관리 서비스인 AS서비스를 담당하는 서비스센터가 결합된 형태의 영업장이 존재한다.
광역 시도별, 시군구별로 영업점 및 서비스센터가 운영중이며 2020년대 이후로 휴대폰, 생활가전 중 휴대폰 사업 철수 이후 Apple 휴대폰(자급제 또는 LG 통신사 연계 등) 제품을 유통해서 판매하는 과정이 생겨 영업점에 LG제품이 아닌 추가적인 브랜드도 함께 판매되면서 운영중이다.

## 개요
LG전자베스트샵은 "당신을 위한 생활 맞춤 컨설턴트, LG전자 베스트샵 입니다." (2025년 슬로건) LG전자의 가전 판매 매장으로서의 역할을 하고 있다.
"F.U.N(First: 최고의, Unique: 차별화된, New: 세상에 없던) 고객경험"을 제공하여 경험과 체험을 넘어 사용부터 관리까지를 생각하는 경영형태로 전환되어 운영중이다.

## 본사
- 대표이사 : 조주완
- 사업장 : 서울특별시 영등포구 여의대로 128 LG트윈타워

## 사진

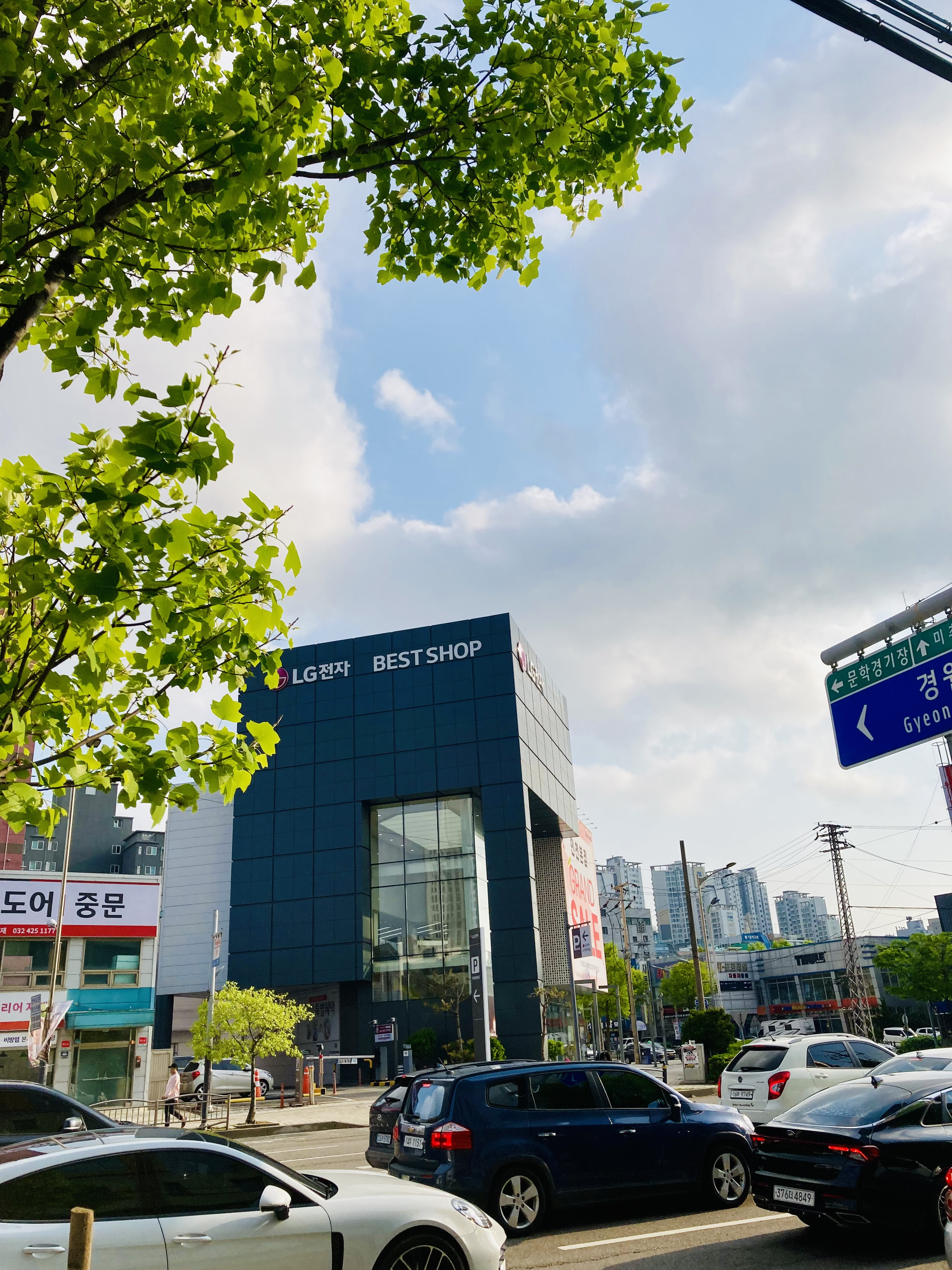
LG베스트샵 인천본점(인주대로 482, 승기사거리)

## 역사
- 1997년 05월 13일 : 대경유통 설립
- 2002년 : LG전자 인수, LG전자스토어 명명
- 2007년 : 베스트샵 브랜드로 전환 및 리브랜딩[1]